# 6445 Bellmore
6445 Bellmore è un asteroide della fascia principale. Scoperto nel 1990, presenta un'orbita caratterizzata da un semiasse maggiore pari a 2,6272252 UA e da un'eccentricità di 0,1140673, inclinata di 13,94568° rispetto all'eclittica.